# Consiglio economico, sociale e culturale della Corsica
Il consiglio economico, sociale e culturale della Corsica (in francese conseil economique, social et culturel de Corse, in corso cunsigliu ecunumicu, sociale e culturale di a Corsica) è l'organo consultivo della Corsica, è stato istituito nel 1992 ed è conosciuto anche con l'acronimo di CESEC. 
È composto da 51 membri divisi in 2 sezioni, designati ogni 6 anni, le sezioni sono:
- una sezione economica e sociale (29 membri);
- una sezione cultura e educazione (22 membri).

I consiglieri esecutivi e i consiglieri dell'assemblea della Corsica non possono far parte del consiglio.
Il Consiglio è consultato, obbligatoriamente per i progetti riguardanti le delibere riguardanti la cultura e l'educazione in Corsica. inoltre è consultato per lo sviluppo dell'urbanizzazione e sui trasporti, sulla gestione del denaro pubblico della Collettività Territoriale della Corsica. 

## Presidenti
- 1993-1998: Tony Casalonga
- 1998-1999: Paul Bellavigna
- 1999-2005: Raymond Ceccaldi
- 2005: Pierre Leca
- 2005-2017: Henri Franceschi
- 2018-2020: Paul Scaglia
- 2020-in carica: Marie-Jeanne Nicoli